# Karkemish
Karkemish of Carchemish (Assyrisch Qarqamisch; Oudegyptisch Qarqamescha), Europus genoemd door de Romeinen, was een belangrijke stad in de oudheid binnen het rijk van Mitanni en de Hettieten. Karkemish ligt in Turkije, vlak bij de grens met Syrië. Het was de plaats waar de Slag bij Karkemish plaatsvond tussen Babylon en Egypte. De stad wordt ter plekke Jarablos (Jarâblos) genoemd, waardoor een relatie gelegd wordt met de Bijbelse stad Jerablus.

## Locatie
Karkemish is nu een omvangrijke verzameling ruïnes op de westoever van de Eufraat, ongeveer 60 km ten zuidoosten van Gaziantep in Turkije en 100 km ten noordoosten van Aleppo in Syrië. De opgraving ligt op Turks gebied nabij de grens tussen de twee landen. Een Turkse militaire basis is gebouwd op de acropolis van Karkemish, en toegang tot de locatie is daardoor beperkt. Een gedeelte van de voormalige stad zou op Syrisch grondgebied kunnen liggen.
In vroeger tijden keek de stad uit over de belangrijkste doorwaadbare plaats in de Eufraat, een situatie die in grote mate bijgedragen moet hebben aan het historische en strategische belang ervan.

## Geschiedenis
De site is bewoond sinds het neolithicum, met vondsten van aardewerk vanaf ca. 3000 v.Chr. en graftombes vanaf ca. 2300 v.Chr. (vroege bronstijd). De stad wordt vermeld in documenten die gevonden zijn in de Ebla-archieven van het 3e millennium v.Chr. Volgens de documenten uit de archieven van Mari en Alalakh, gedateerd op ca. 1800 v.Chr., werd Karkemish geregeerd door een koning genaamd Aplahanda en was het een belangrijk centrum van de houthandel. Het had verdragen gesloten met Ugarit en Mitanni.
Farao Thoetmosis I van de achttiende dynastie wierp een stele op in de buurt van Karkemish om zijn verovering van Syrië en andere landen aan de overzijde van de Eufraat te vieren.
Rond het einde van het bewind van farao Akhenaten werd Karkemish veroverd door koning Suppiluliuma I van de Hettieten (ca. 14e eeuw v.Chr.), die er een koninkrijk voor zijn zoon Piyashshili van maakte. De stad groeide uit tot een van de belangrijkste in het Hettitische rijk, tijdens de late bronstijd, en beleefde een hoogtepunt rond de 9e eeuw v.Chr.
De beschermgodin van Karkemish onder de Hettieten was Kubaba, een godin van klaarblijkelijk Hurritische origine. Ze werd voorgesteld als een voorname vrouw met een lange jurk aan, staand of gezeten, met een spiegel in de hand.
Na de ondergang van het Hettitische rijk door de Zeevolken bleef Karkemiš de hoofdstad van een belangrijke "Neo-Hettitische" koninkrijken in de ijzertijd, en een belangrijk handelscentrum. De laatste koning voor de val van Hattuša tijdens de chaos van de brandcatastrofe was Talmi-Tešub. Hij was een tijdgenoot van Šuppiluliuma II. Karkemiš lag wat verder landinwaarts en bleef gespaard voor de aanvallen van de Zeevolken en van de ondergang die zowel Hatti als Ugarit trof. Onder Kuzi-Tešub (I), zijn zoon, ging Karkemiš zelfs in de aanval en bracht een deel van de neo-Hettische vorstendommen die nu ontstonden onder zijn gezag. De koningen van Karkemiš gingen zich daarop grootkoning noemen, de titel die alleen de heersers van het, nu gevallen, Hettitische Rijk mochten voeren. Er werd waarschijnlijk zelfs gebied op de andere oever van de Eufraat op Assyrië veroverd.
Het machtgesbied van Karkemiš strekte zich daarmee uit van Hamath in het zuiden tot Gurgum, Melid en de streek van het moderne Elbistan in het noorden, westelijk tot de Middellandse zee en oostelijk tot Gozan.
In de 9e eeuw v.Chr. betaalde de stad schatting aan de koningen Assurnasirpal II en Salmanasser III van Assyrië, het werd veroverd door Sargon II in 717 v.Chr., tijdens het bewind van koning Pisiris.
In de zomer van 605 v.Chr. (in sommige bronnen 607 v.Chr.) werd er een belangrijke slag geleverd door het Babylonische leger van Nebukadnezar II en dat van farao Necho II van Egypte (Jer. 46:2). Het doel van Necho's campagne was de westelijke uitbreiding van het Babylonische rijk te stoppen en haar handelsroutes over de Eufraat af te sluiten. Echter, de Egyptenaren werden verslagen door een onverwachte aanval van de Babyloniërs en werden uiteindelijk uit Syrië verdreven.

## Herontdekking en opgraving
Karkemish is altijd bekend geweest onder geleerden door de vermelding in de Bijbel (Jer. 46:2; 2 Chr. 35:20; Isa. 10:9) en in Egyptische en Assyrische teksten. Echter, de locatie werd pas ontdekt in 1876 door George Smith. De stad was eerder ten onterechte aangezien voor Circesium aan de samenloop van de Chebar rivier en de Eufraat. Het wordt ook verbonden aan Hierapolis van de Grieken, maar het moderne Pamukkale in Turkije heeft dezelfde naam.
De eerste opgravingen op deze site werden verricht door het British Museum, voornamelijk tussen 1911 en 1914, door D. G. Hogarth, R. C. Thompson, C. L. Woolley, en T. E. Lawrence ("Lawrence of Arabia"). Deze expedities brachten aanzienlijke overblijfselen van de Assyrische en Neo-Hettitische periodes aan het licht, zoals verdedigingswerken, tempels, paleizen en talloze beelden van basalt en reliëfs met Luwische hiërogliefen.

## Koningen van Karkemish
- Piyashshili, of Sharri-Kushukh, zoon van de Hettitische koning Suppiluliuma
- [...]sharruma
- Sharkhurunuwa
- Ini-Teshub I
- Talmi-Teshub
- Kuzi-Tesub
- Ini-Teshub II
- Tudhaliya
- waarschijnlijk Kuzi-Teshub II[2]
- [...]pazitis
- Ura-Tarhunzas
- Suhis I
- Astuwatamanzas
- Suhis II
- Katuwas
- Sangara
- Astiruwas
- Yariris
- Kamanis
- Sasturas
- Pisiris, de laatste koning, verslagen door Sargon II.